# Schickedanz Open 2004
Lo Schickedanz Open 2004 è stato un torneo di tennis facente parte della categoria ATP Challenger Series nell'ambito dell'ATP Challenger Series 2004. Il torneo si è giocato a Fürth in Germania dal 31 maggio al giugno 2004 su campi in terra rossa.

## Vincitori

### Singolare
Jiří Vaněk ha battuto in finale  Gilles Simon con il punteggio di 7–5, 6–2

### Doppio
Adrián García /  Janko Tipsarević hanno battuto in finale  Simon Aspelin /  Graydon Oliver con il punteggio di 6–4, 6–4